# Rebelión del Negro Miguel
La rebelión del Negro Miguel, también conocida como la Rebelión de Buría, fue un alzamiento de esclavos fugitivos en Venezuela ocurrido en 1555.

## Rebelión
En 1552 ochenta esclavos fueron trasladados a San Felipe de Buría (ubicado en el actual estado Yaracuy), incluyendo a un esclavo conocido como El Negro Miguel, para trabajar en las minas de oro del Rio Buria. En 1553 Miguel huyó junto a unos compañeros a las montañas cercanas debido a los maltratos sufridos, desde donde asaltó las minas, mató a varios españoles y liberó a otros esclavos. Miguel estableció un reino independiente luego. Se nombró rey, puso a su compañera Guiomar como reina y como príncipe a un hijo. Así mismo eligió a uno de sus seguidores como obispo de una iglesia disidente. A la rebelión se incorporaron indígenas jirajaras y negros cimarrones.
Posteriormente, Miguel intentó tomar la ciudad de Nueva Segovia de Buría. Los habitantes de la ciudad, bajo el mando de Diego García de Paredes y Diego Fernández de Serpa, rechazaron el ataque. Adicionalmente, habían venido refuerzos desde El Tocuyo, dirigidos por Diego de Losada y Diego de Ortega, en ayuda de Nueva Segovia.
Según el testimonio de capitán Diego de Ortega, García Paredes mató al rey Miguel, atrapó a sus partidarios y los devolvió a la esclavitud.